# Pholcus fengcheng
Espèce
Pholcus fengcheng est une espèce d'araignées aranéomorphes de la famille des Pholcidae.

## Distribution
Cette espèce est endémique du Liaoning en Chine,.

## Description
Le mâle holotype mesure 5,7 mm.

## Étymologie
Son nom d'espèce lui a été donné en référence au lieu de sa découverte, Fengcheng.

## Publication originale
- Zhang & Zhu, 2009 : A review of the genus Pholcus (Araneae: Pholcidae) from China. (Zootaxa, no 2037, p. 1-114.